# Campeonato Europeu de Futebol de 2024 – Grupo E
O Grupo E do Campeonato Europeu de Futebol de 2024 ocorreu entre 17 a 26 de junho de 2024. O grupo incluía Bélgica, Eslováquia, Romênia e Ucrânia.

## Classificação
| Pos | Equipe     | Pts | J | V | E | D | GP | GC | SG | Classificado     |
| --- | ---------- | --- | - | - | - | - | -- | -- | -- | ---------------- |
| 1   | Romênia    | 4   | 3 | 1 | 1 | 1 | 4  | 3  | +1 | Oitavas de final |
| 2   | Bélgica    | 4   | 3 | 1 | 1 | 1 | 2  | 1  | +1 | Oitavas de final |
| 3   | Eslováquia | 4   | 3 | 1 | 1 | 1 | 3  | 3  | 0  | Oitavas de final |
| 4   | Ucrânia    | 4   | 3 | 1 | 1 | 1 | 2  | 4  | −2 | Eliminado        |

Nas oitavas de final
- O vencedor do Grupo E avançará para enfrentar o terceiro colocado do Grupo A , Grupo B , Grupo C ou Grupo D.
- O vice-campeão do Grupo E avançará para enfrentar o vice-campeão do Grupo D.
- O terceiro colocado do Grupo E poderá avançar para enfrentar o vencedor do Grupo B ou do Grupo C.

## Partidas

### Romênia x Ucrânia
| 17 de junho de 2024 | Romênia                                 | 3 – 0     | Ucrânia | Allianz Arena, Munique                    |
| 15:00               | Stanciu 29' · R. Marin 53' · Drăguș 57' | Relatório |         | Público: 61 591 Árbitro: SWE Glenn Nyberg |

| '' | Romênia | Ucrânia | '' |

| GK                | 1  | Florin Niță      |     |     |
| RB                | 2  | Andrei Rațiu     |     |     |
| CB                | 3  | Radu Drăgușin    |     |     |
| CB                | 15 | Andrei Burcă     |     |     |
| LB                | 11 | Nicușor Bancu    |     |     |
| DM                | 6  | Marius Marin     |     | 75' |
| CM                | 18 | Răzvan Marin     | 79' |     |
| CM                | 21 | Nicolae Stanciu  |     | 87' |
| RW                | 20 | Dennis Man       |     | 62' |
| LW                | 17 | Florinel Coman   |     | 62' |
| CF                | 19 | Denis Drăguș     |     | 75' |
| Substituições:    |    |                  |     |     |
| MF                | 10 | Ianis Hagi       |     | 62' |
| FW                | 13 | Valentin Mihăilă |     | 62' |
| DF                | 4  | Adrian Rus       |     | 75' |
| FW                | 9  | George Pușcaș    |     | 75' |
| DF                | 24 | Bogdan Racovițan |     | 87' |
| Treinador:        |    |                  |     |     |
| Edward Iordănescu |    |                  |     |     |

| GK             | 23 | Andriy Lunin        |     |     |
| RB             | 2  | Yukhym Konoplya     | 67' | 72' |
| CB             | 13 | Illya Zabarnyi      |     |     |
| CB             | 22 | Mykola Matviyenko   |     |     |
| LB             | 17 | Oleksandr Zinchenko |     |     |
| DM             | 6  | Taras Stepanenko    |     | 62' |
| CM             | 19 | Mykola Shaparenko   |     | 62' |
| RW             | 15 | Viktor Tsyhankov    |     | 62' |
| AM             | 14 | Heorhiy Sudakov     |     | 83' |
| LW             | 10 | Mykhailo Mudryk     |     |     |
| CF             | 11 | Artem Dovbyk        |     |     |
| Substituições: |    |                     |     |     |
| MF             | 18 | Volodymyr Brazhko   |     | 62' |
| MF             | 7  | Andriy Yarmolenko   |     | 62' |
| FW             | 9  | Roman Yaremchuk     |     | 62' |
| MF             | 8  | Ruslan Malinovskyi  |     | 72' |
| Treinador:     |    |                     |     |     |
| Serhiy Rebrov  |    |                     |     |     |

| Homem do Jogo: Nicolae Stanciu Bandeirinhas: Mahbod Beigi Andreas Söderkvist Quarto Árbitro: Espen Eskås Árbinto Árbitro: Jan Erik Engan Árbitro assistente de vídeo: Rob Dieperink Árbitros assistentes de árbitro de vídeo: Pol van Boekel Jérôme Brisard |

### Bélgica x Eslováquia
| 17 de junho de 2024 | Bélgica | 0 – 1     | Eslováquia | Deutsche Bank Park, Frankfurt                 |
| 18:00               |         | Relatório | Schranz 7' | Público: 45 181 Árbitro: TUR Halil Umut Meler |

| '' | Bélgica | Eslováquia | '' |

| GK               | 1  | Koen Casteels    |     |     |
| RB               | 21 | Timothy Castagne |     |     |
| CB               | 4  | Wout Faes        |     |     |
| CB               | 2  | Zeno Debast      |     |     |
| LB               | 11 | Yannick Carrasco |     | 84' |
| CM               | 18 | Orel Mangala     | 30' | 58' |
| CM               | 24 | Amadou Onana     |     |     |
| RW               | 9  | Leandro Trossard |     | 74' |
| AM               | 7  | Kevin De Bruyne  |     |     |
| LW               | 22 | Jérémy Doku      |     | 84' |
| CF               | 10 | Romelu Lukaku    |     |     |
| Substituições:   |    |                  |     |     |
| FW               | 19 | Johan Bakayoko   |     | 58' |
| MF               | 8  | Youri Tielemans  | 76' | 74' |
| FW               | 20 | Loïs Openda      |     | 84' |
| FW               | 14 | Dodi Lukebakio   | 85' | 84' |
| Treinador:       |    |                  |     |     |
| Domenico Tedesco |    |                  |     |     |

| GK                | 1  | Martin Dúbravka   |     |       |
| RB                | 2  | Peter Pekarík     |     |       |
| CB                | 3  | Denis Vavro       |     |       |
| CB                | 14 | Milan Škriniar    |     |       |
| LB                | 16 | Dávid Hancko      |     |       |
| CM                | 19 | Juraj Kucka       |     |       |
| CM                | 22 | Stanislav Lobotka |     |       |
| CM                | 8  | Ondrej Duda       |     | 90+4' |
| RF                | 26 | Ivan Schranz      | 41' | 81'   |
| CF                | 9  | Róbert Boženík    |     | 70'   |
| LF                | 17 | Lukáš Haraslín    |     | 70'   |
| Substituições:    |    |                   |     |       |
| MF                | 7  | Tomáš Suslov      |     | 70'   |
| FW                | 18 | David Strelec     |     | 70'   |
| FW                | 20 | Dávid Ďuriš       |     | 81'   |
| MF                | 4  | Adam Obert        |     | 90+4' |
| Treinador:        |    |                   |     |       |
| Francesco Calzona |    |                   |     |       |

| Homem do Jogo: Stanislav Lobotka Bandeirinhas: Mustafa Emre Eyisoy Kerem Ersoy Quarto Árbitro: Serdar Gözübüyük Quinto Árbitro: Johan Balder Árbitro assistente de vídeo: Bastian Dankert Árbitros assistentes de árbitro de vídeo: Alper Ulusoy Marco Fritz |

### Eslováquia x Ucrânia
| 21 de junho de 2024 | Eslováquia  | 1 – 2     | Ucrânia                        | Merkur Spiel-Arena, Düsseldorf              |
| 15:00               | Schranz 17' | Relatório | Shaparenko 54' · Yaremchuk 80' | Público: 43 910 Árbitro: ENG Michael Oliver |

| '' | Eslováquia | Ucrânia | '' |

| GK                | 1  | Martin Dúbravka   |  |     |
| RB                | 2  | Peter Pekarík     |  |     |
| CB                | 3  | Denis Vavro       |  |     |
| CB                | 14 | Milan Škriniar    |  |     |
| LB                | 16 | Dávid Hancko      |  | 67' |
| CM                | 19 | Juraj Kucka       |  |     |
| CM                | 22 | Stanislav Lobotka |  |     |
| CM                | 8  | Ondrej Duda       |  | 60' |
| RF                | 26 | Ivan Schranz      |  | 86' |
| CF                | 9  | Róbert Boženík    |  | 60' |
| LF                | 17 | Lukáš Haraslín    |  | 67' |
| Substituições:    |    |                   |  |     |
| MF                | 11 | László Bénes      |  | 60' |
| FW                | 18 | David Strelec     |  | 60' |
| MF                | 7  | Tomáš Suslov      |  | 67' |
| MF                | 4  | Adam Obert        |  | 67' |
| FW                | 24 | Leo Sauer         |  | 86' |
| Treinador:        |    |                   |  |     |
| Francesco Calzona |    |                   |  |     |

| GK             | 12 | Anatoliy Trubin     |     |       |
| RB             | 24 | Oleksandr Tymchyk   |     |       |
| CB             | 13 | Illya Zabarnyi      |     |       |
| CB             | 22 | Mykola Matviyenko   |     |       |
| LB             | 17 | Oleksandr Zinchenko |     |       |
| CM             | 19 | Mykola Shaparenko   |     | 90+2' |
| CM             | 18 | Volodymyr Brazhko   |     | 85'   |
| CM             | 14 | Heorhiy Sudakov     |     |       |
| RF             | 7  | Andriy Yarmolenko   |     | 67'   |
| CF             | 11 | Artem Dovbyk        |     | 67'   |
| LF             | 10 | Mykhailo Mudryk     |     | 85'   |
| Substituições: |    |                     |     |       |
| FW             | 9  | Roman Yaremchuk     | 84' | 67'   |
| MF             | 20 | Oleksandr Zubkov    |     | 67'   |
| MF             | 8  | Ruslan Malinovskyi  |     | 85'   |
| MF             | 5  | Serhiy Sydorchuk    |     | 85'   |
| DF             | 4  | Maksym Talovyerov   |     | 90+2' |
| Treinador:     |    |                     |     |       |
| Serhiy Rebrov  |    |                     |     |       |

| Homem do Jogo: Mykola Shaparenko Bandeirinhas: Stuart Burt Dan Cook Quarto árbitro: Serdar Gözübüyük Quinto árbitro: Johan Balder Árbitro assistente de vídeo: Bastian Dankert Árbitros assistentes de árbitro de vídeo: David Coote Christian Dingert |

### Bélgica x Romênia
| 22 de junho de 2024 | Bélgica                      | 2 – 0     | Romênia | RheinEnergieStadion, Colônia                  |
| 21:00               | Tielemans 2' · De Bruyne 80' | Relatório |         | Público: 42 535 Árbitro: POL Szymon Marciniak |

| '' | Bélgica | Romênia | '' |

| GK               | 1  | Koen Casteels    |     |     |
| CB               | 21 | Timothy Castagne |     |     |
| CB               | 4  | Wout Faes        |     |     |
| CB               | 5  | Jan Vertonghen   |     |     |
| RM               | 22 | Jérémy Doku      |     | 72' |
| CM               | 8  | Youri Tielemans  |     | 72' |
| CM               | 24 | Amadou Onana     |     |     |
| LM               | 3  | Arthur Theate    |     | 77' |
| RF               | 7  | Kevin De Bruyne  |     |     |
| CF               | 10 | Romelu Lukaku    |     |     |
| LF               | 14 | Dodi Lukebakio   | 35' | 56' |
| Substituições:   |    |                  |     |     |
| MF               | 9  | Leandro Trossard |     | 56' |
| DF               | 11 | Yannick Carrasco |     | 72' |
| MF               | 18 | Orel Mangala     |     | 72' |
| DF               | 2  | Zeno Debast      |     | 77' |
| Treinador:       |    |                  |     |     |
| Domenico Tedesco |    |                  |     |     |

| GK                | 1  | Florin Niță      |     |     |
| RB                | 2  | Andrei Rațiu     |     | 90' |
| CB                | 3  | Radu Drăgușin    |     |     |
| CB                | 15 | Andrei Burcă     |     |     |
| LB                | 11 | Nicușor Bancu    | 60' |     |
| DM                | 6  | Marius Marin     | 65' | 68' |
| CM                | 18 | Răzvan Marin     |     |     |
| CM                | 21 | Nicolae Stanciu  |     |     |
| RW                | 20 | Dennis Man       |     |     |
| LW                | 13 | Valentin Mihăilă |     | 68' |
| CF                | 19 | Denis Drăguș     |     | 81' |
| Substituiçõess:   |    |                  |     |     |
| MF                | 14 | Darius Olaru     |     | 68' |
| MF                | 10 | Ianis Hagi       |     | 68' |
| FW                | 7  | Denis Alibec     |     | 81' |
| MF                | 23 | Deian Sorescu    |     | 90' |
| Treinador:        |    |                  |     |     |
| Edward Iordănescu |    |                  |     |     |

| Homem do Jogo: Kevin De Bruyne Bandeirinhas: Tomasz Listkiewicz Adam Kupsik Quarto árbitro: Donatas Rumšas Quinto árbitro: Aleksandr Radiuš Árbitro assistente de vídeo: Tomasz Kwiatkowski Árbitros assistentes de árbitro de vídeo: Bartosz Frankowski Nejc Kajtazovič |

### Eslováquia x Romênia
| 26 de junho de 2024 | Eslováquia | 1 – 1     | Romênia         | Deutsche Bank Park, Frankfurt               |
| 18:00               | Duda 24'   | Relatório | Marin 37' (pen) | Público: 45 033 Árbitro: GER Daniel Siebert |

| '' | Eslováquia | Romênia | '' |

| GK                | 1  | Martin Dúbravka   |       |       |
| RB                | 2  | Peter Pekarík     |       | 90+2' |
| CB                | 3  | Denis Vavro       |       |       |
| CB                | 14 | Milan Škriniar    |       |       |
| LB                | 16 | Dávid Hancko      |       |       |
| CM                | 19 | Juraj Kucka       |       |       |
| CM                | 22 | Stanislav Lobotka |       |       |
| CM                | 8  | Ondrej Duda       | 90+1' | 90+2' |
| RF                | 26 | Ivan Schranz      |       | 78'   |
| CF                | 18 | David Strelec     |       | 70'   |
| LF                | 17 | Lukáš Haraslín    |       | 70'   |
| Substituições:    |    |                   |       |       |
| MF                | 7  | Tomáš Suslov      |       | 70'   |
| FW                | 9  | Róbert Boženík    |       | 70'   |
| FW                | 20 | Dávid Ďuriš       |       | 78'   |
| DF                | 6  | Norbert Gyömbér   |       | 90+2' |
| MF                | 21 | Matúš Bero        |       | 90+2' |
| Treinador:        |    |                   |       |       |
| Francesco Calzona |    |                   |       |       |

| GK                | 1  | Florin Niță     |       |     |
| RB                | 2  | Andrei Rațiu    |       |     |
| CB                | 3  | Radu Drăgușin   |       |     |
| CB                | 15 | Andrei Burcă    | 45+1' |     |
| LB                | 11 | Nicușor Bancu   | 45+4' |     |
| DM                | 6  | Marius Marin    |       |     |
| CM                | 18 | Răzvan Marin    |       | 86' |
| CM                | 21 | Nicolae Stanciu |       |     |
| RW                | 10 | Ianis Hagi      |       | 66' |
| LW                | 17 | Florinel Coman  |       | 58' |
| CF                | 19 | Denis Drăguș    |       | 67' |
| Substituições:    |    |                 |       |     |
| MF                | 23 | Deian Sorescu   |       | 58' |
| MF                | 20 | Dennis Man      |       | 66' |
| FW                | 9  | George Pușcaș   | 88'   | 67' |
| DF                | 4  | Adrian Rus      |       | 86' |
| Treinador:        |    |                 |       |     |
| Edward Iordănescu |    |                 |       |     |

| Homem do Jogo: Stanislav Lobotka Bandeirinhas: Jan Seidel Rafael Foltyn Quarto árbitro: Felix Zwayer Quinto árbitro: Árbitro assistente de vídeo: Bastian Dankert Árbitros assistentes de árbitro de vídeo: Christian Dingert Massimiliano Irrati |

### Ucrânia x Bélgica
| 26 de junho de 2024 | Ucrânia | 0 – 0     | Bélgica | MHPArena, Stuttgart                         |
| 18:00               |         | Relatório |         | Público: 54 000 Árbitro: ENG Anthony Taylor |

| '' | Ucrânia | Bélgica | '' |

| GK             | 12 | Anatoliy Trubin     |     |     |
| CB             | 13 | Illya Zabarnyi      |     |     |
| CB             | 3  | Oleksandr Svatok    |     | 81' |
| CB             | 22 | Mykola Matviyenko   |     |     |
| RWB            | 24 | Oleksandr Tymchyk   |     |     |
| LWB            | 16 | Vitaliy Mykolenko   |     | 58' |
| CM             | 19 | Mykola Shaparenko   |     | 70' |
| CM             | 18 | Volodymyr Brazhko   |     | 70' |
| CM             | 14 | Heorhiy Sudakov     |     |     |
| CF             | 9  | Roman Yaremchuk     |     | 70' |
| CF             | 11 | Artem Dovbyk        | 69' |     |
| Substituições: |    |                     |     |     |
| DF             | 17 | Oleksandr Zinchenko |     | 58' |
| MF             | 6  | Taras Stepanenko    |     | 70' |
| MF             | 8  | Ruslan Malinovskyi  |     | 70' |
| FW             | 25 | Vladyslav Vanat     |     | 70' |
| MF             | 7  | Andriy Yarmolenko   |     | 81' |
| Treinador:     |    |                     |     |     |
| Serhiy Rebrov  |    |                     |     |     |

| GK               | 1  | Koen Casteels    |     |     |
| RB               | 5  | Jan Vertonghen   |     |     |
| CB               | 4  | Wout Faes        | 43' |     |
| CB               | 3  | Arthur Theate    |     |     |
| LB               | 21 | Timothy Castagne |     |     |
| CM               | 7  | Kevin De Bruyne  |     |     |
| CM               | 24 | Amadou Onana     |     |     |
| CM               | 8  | Youri Tielemans  |     | 62' |
| RF               | 22 | Jérémy Doku      |     | 77' |
| CF               | 10 | Romelu Lukaku    |     | 90' |
| LF               | 9  | Leandro Trossard |     | 62' |
| Substituições:   |    |                  |     |     |
| MF               | 18 | Orel Mangala     |     | 62' |
| MF               | 11 | Yannick Carrasco |     | 62' |
| FW               | 19 | Johan Bakayoko   |     | 77' |
| FW               | 20 | Loïs Openda      |     | 90' |
| Treinador:       |    |                  |     |     |
| Domenico Tedesco |    |                  |     |     |

| Homem do Jogo: Kevin De Bruyne Bandeirinhas: Gary Beswick Adam Nunn Quarto árbitro: Glenn Nyberg Quinto árbitro: Árbitro assistente de vídeo: Stuart Attwell Árbitros assistentes de árbitro de vídeo: David Coote Marco Fritz |

## Disciplina
Os pontos de fair play serão usados como desempate se o confronto direto e os registros gerais das equipes estiverem empatados (e se a disputa de pênaltis não for aplicável como desempate). Estes são calculados com base nos cartões amarelos e vermelhos recebidos em todas as partidas do grupo da seguinte forma:
- cartão amarelo = 1 ponto
- cartão vermelho como resultado de dois cartões amarelos = 3 pontos
- cartão vermelho direto = 3 pontos
- cartão amarelo seguido de cartão vermelho direto = 4 pontos

Apenas uma das deduções acima será aplicada a um jogador em uma única partida.
| Team       | Rodada 1                      | Rodada 1                          | Rodada 1 | Rodada 1             | Rodada 2                      | Rodada 2                          | Rodada 2 | Rodada 2             | Rodada 3                      | Rodada 3                          | Rodada 3 | Rodada 3             | Pontos |
| Team       | Penalizado com cartão amarelo | Penalizado · Penalizado · Expulso | Expulso  | Penalizado · Expulso | Penalizado com cartão amarelo | Penalizado · Penalizado · Expulso | Expulso  | Penalizado · Expulso | Penalizado com cartão amarelo | Penalizado · Penalizado · Expulso | Expulso  | Penalizado · Expulso | Pontos |
| ---------- | ----------------------------- | --------------------------------- | -------- | -------------------- | ----------------------------- | --------------------------------- | -------- | -------------------- | ----------------------------- | --------------------------------- | -------- | -------------------- | ------ |
| Eslováquia | 1                             |                                   |          |                      |                               |                                   |          |                      | 1                             |                                   |          |                      | –2     |
| Ucrânia    | 1                             |                                   |          |                      | 1                             |                                   |          |                      | 1                             |                                   |          |                      | –3     |
| Bélgica    | 3                             |                                   |          |                      | 1                             |                                   |          |                      | 1                             |                                   |          |                      | –5     |
| Romênia    | 1                             |                                   |          |                      | 2                             |                                   |          |                      | 4                             |                                   |          |                      | –7     |